# Бромная вода
Бро́мная вода́ — водный раствор брома (содержит Br2). На свету постепенно выделяет кислород в результате разложения присутствующей в ней бромноватистой кислоты.

## Физические свойства
Бромная вода имеет жёлто-оранжевый цвет.

## Химические свойства
Бром частично реагирует с водой:
{\displaystyle {\ce {Br2 + H2O <=> HBr + HBrO}}}
Более подробно взаимодействие с водой можно описать так:
{\displaystyle {\ce {Br2_{({\text{ж}})}{}+nH2O<=>Br2*nH2O_{({\text{р}})}}}}
{\displaystyle {\ce {Br2*nH2O <=> HBr + HBrO + (n-1)H2O}}}
{\displaystyle {\ce {HBr + H2O -> Br- + H3O+}}}
{\displaystyle {\ce {HBrO + H2O <=> BrO- + H3O+}}}
В насыщенном водном растворе массовая доля брома составляет около 3,5 %, растворимость повышается в присутствии бромидов за счет образования комплексов:
{\displaystyle {\ce {Br2 + Br- <=> [Br3]-}}}
На свету постепенно разлагается на бромоводород и кислород:
{\displaystyle {\ce {2 HBrO ->[h\nu] 2 HBr + O2 ^}}}
Является сильным окислителем, в щелочной среде способен окислять такие металлы как хром, марганец, железо, кобальт, никель, а также фенол и ряд других соединений. Добавление элементарного брома уменьшает рН, поскольку бромная вода содержит свободные кислоты. Бромную воду применяют как бромирующее средство — при химических анализах и при синтезе некоторых органических препаратов.
Бромная вода используется для идентификации алкенов, в результате взаимодействия с которыми бромная вода обесцвечивается. Особенностью бромной воды является способность не замерзать даже при температуре −20 °С.
Бромная вода в лаборатории готовится так: к 1 мл брома добавляют 250 мл дистиллированной воды, при этом интенсивно перемешивают. Приготовленный раствор хранят в плотно закрытой ёмкости из тёмного стекла. Если приготовленную бромную воду хранить на свету или в светлой склянке, то будет происходить выделение кислорода из-за содержания бромноватистой кислоты. Работу по приготовлению реактива проводят в вытяжном шкафу. Так как сам бром ядовит, а бромная вода его содержит, то при работе с ней необходимо соблюдать осторожность.